# Gran Premi de Bèlgica de motociclisme
|  | Aquest article tracta sobre velocitat. Si cerqueu informació sobre motocròs, vegeu «Gran Premi de Bèlgica de Motocròs». |

El Gran Premi de Bèlgica de motociclisme fou un esdeveniment esportiu que es disputà en 41 ocasions entre el 1949 i el 1990 al Circuit de Spa-Francorchamps (tret d'una edició al de Zolder), dins del calendari del Campionat del món de motociclisme. El primer Gran Premi de Bèlgica data de 1921, i abans de 1949 (any de la instauració del Campionat del Món) se celebrà 5 vegades, la qual cosa eleva a 46 el total d'edicions disputades d'aquest esdeveniment.

## Noms oficials i patrocinadors
- 1949–1975: Grand Prix de Belgique des Motos/Grote Prijs van Belgie voor Moto's (sense patrocinador oficial)[1]
- 1976-1978: Grand Prix Belgique/Grote Prijs Belgie (sense patrocinador oficial)[2]
- 1979: G.P. Moto (sense patrocinador oficial)[3]
- 1980, 1982: Grand Prix of Belgium (sense patrocinador oficial)[4]
- 1981: Grand Prix Moto (sense patrocinador oficial)[5]
- 1983: GP Johnson of Belgium[6]
- 1984–1985: Johnson GP of Belgium[7]
- 1986: GP of Belgium (no s'esmenta al nom però la cursa va ser patrocinada per Johnson)[8]
- 1988: GP of Belgium Gauloises Blondes[9]
- 1989: Belgium Motorcycle Grand Prix (sense patrocinador oficial)[10]
- 1990: Belgian Motorcycle Grand Prix (sense patrocinador oficial)[11]

## Circuits emprats

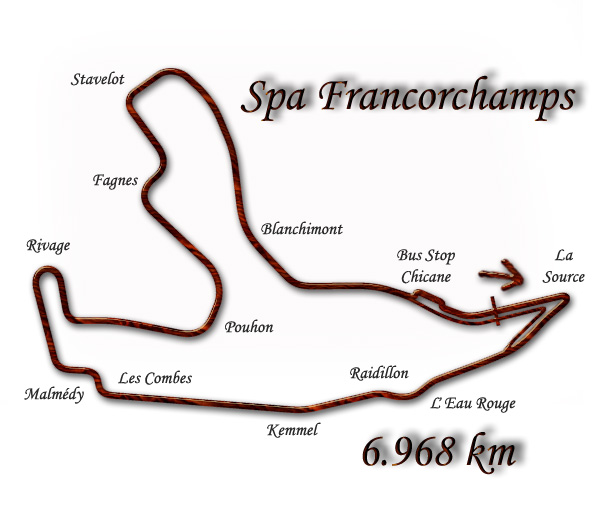
Spa-Francorchamps, emprat el 1949–1979, 1981–1986, 1988–1990.
Zolder, emprat el 1980.

## Guanyadors múltiples

### Pilots
| # Victòries | Pilot                | Victòries | Victòries                                      |
| # Victòries | Pilot                | Categoria | Anys                                           |
| ----------- | -------------------- | --------- | ---------------------------------------------- |
| 8           | Giacomo Agostini     | 500 cc    | 1966, 1967, 1968, 1969, 1970, 1971, 1972, 1973 |
| 6           | John Surtees         | 500 cc    | 1956, 1958, 1959, 1960                         |
| 6           | John Surtees         | 350 cc    | 1956, 1958                                     |
| 6           | Ángel Nieto          | 125 cc    | 1970, 1972, 1974, 1976, 1980                   |
| 6           | Ángel Nieto          | 50 cc     | 1972                                           |
| 5           | Wal Handley          | 500 cc    | 1934                                           |
| 5           | Wal Handley          | 350 cc    | 1925, 1929                                     |
| 5           | Wal Handley          | 250 cc    | 1923, 1933                                     |
| 5           | Jimmie Guthrie       | 500 cc    | 1935, 1936, 1937                               |
| 5           | Jimmie Guthrie       | 350 cc    | 1931, 1933                                     |
| 5           | Mike Hailwood        | 500 cc    | 1962, 1963, 1964, 1965                         |
| 5           | Mike Hailwood        | 350 cc    | 1966                                           |
| 4           | Jimmie Simpson       | 500 cc    | 1926                                           |
| 4           | Jimmie Simpson       | 350 cc    | 1927, 1932, 1934                               |
| 4           | Arthur Geiß          | 250 cc    | 1935, 1936                                     |
| 4           | Arthur Geiß          | 175 cc    | 1927, 1928                                     |
| 4           | Ted Mellors          | 350 cc    | 1936, 1939                                     |
| 4           | Ted Mellors          | 250 cc    | 1931, 1932                                     |
| 4           | Geoff Duke           | 500 cc    | 1951, 1954                                     |
| 4           | Geoff Duke           | 350 cc    | 1951, 1952                                     |
| 4           | Carlo Ubbiali        | 250 cc    | 1956, 1960                                     |
| 4           | Carlo Ubbiali        | 125 cc    | 1956, 1959                                     |
| 4           | Freddie Spencer      | 500 cc    | 1982, 1984, 1985                               |
| 4           | Freddie Spencer      | 250 cc    | 1985                                           |
| 3           | Jock Porter          | 250 cc    | 1925, 1926, 1929                               |
| 3           | Syd Crabtree         | 250 cc    | 1927, 1928, 1930                               |
| 3           | Stanley Woods        | 500 cc    | 1927, 1931, 1932                               |
| 3           | Yvan Goor            | 175 cc    | 1930, 1933, 1934                               |
| 3           | John White           | 350 cc    | 1935, 1937, 1938                               |
| 3           | Umberto Masetti      | 500 cc    | 1950, 1952, 1953                               |
| 3           | Ernst Degner         | 125 cc    | 1960                                           |
| 3           | Ernst Degner         | 50 cc     | 1962, 1965                                     |
| 3           | Phil Read            | 500 cc    | 1974, 1975                                     |
| 3           | Phil Read            | 250 cc    | 1968                                           |
| 3           | Anton Mang           | 250 cc    | 1980, 1981, 1982                               |
| 3           | Ricardo Tormo        | 125 cc    | 1982                                           |
| 3           | Ricardo Tormo        | 50 cc     | 1978, 1981                                     |
| 2           | Geoff Davison        | 250 cc    | 1922                                           |
| 2           | Geoff Davison        | 175 cc    | 1924                                           |
| 2           | Alec Bennett         | 500 cc    | 1924, 1925                                     |
| 2           | Charlie Dodson       | 500 cc    | 1928, 1929                                     |
| 2           | Eric Fernihough      | 175 cc    | 1931, 1932                                     |
| 2           | Henry Tyrell-Smith   | 500 cc    | 1930                                           |
| 2           | Henry Tyrell-Smith   | 250 cc    | 1934                                           |
| 2           | Ewald Kluge          | 250 cc    | 1938, 1939                                     |
| 2           | Georg Meier          | 500 cc    | 1938, 1939                                     |
| 2           | Bob Foster           | 350 cc    | 1948, 1950                                     |
| 2           | Luigi Taveri         | 125 cc    | 1961, 1962                                     |
| 2           | Jim Redman           | 350 cc    | 1961, 1965                                     |
| 2           | Hans Georg Anscheidt | 50 cc     | 1967, 1968                                     |
| 2           | Jan de Vries         | 50 cc     | 1971, 1973                                     |
| 2           | Barry Sheene         | 500 cc    | 1977                                           |
| 2           | Barry Sheene         | 125 cc    | 1971                                           |
| 2           | Walter Villa         | 250 cc    | 1976, 1977                                     |
| 2           | Pier Paolo Bianchi   | 125 cc    | 1977, 1978                                     |
| 2           | Paolo Pileri         | 250 cc    | 1978                                           |
| 2           | Paolo Pileri         | 125 cc    | 1975                                           |
| 2           | Barry Smith          | 125 cc    | 1979                                           |
| 2           | Barry Smith          | 50 cc     | 1969                                           |
| 2           | Eugenio Lazzarini    | 125 cc    | 1983                                           |
| 2           | Eugenio Lazzarini    | 50 cc     | 1977                                           |
| 2           | Stefan Dörflinger    | 80 cc     | 1984                                           |
| 2           | Stefan Dörflinger    | 50 cc     | 1980                                           |
| 2           | Randy Mamola         | 500 cc    | 1980, 1986                                     |
| 2           | Sito Pons            | 250 cc    | 1986, 1988                                     |
| 2           | Hans Spaan           | 125 cc    | 1989, 1990                                     |

### Constructors
| # Victòries | Constructor      | Victòries | Victòries |
| # Victòries | Constructor      | Categoria | Anys |
| ----------- | ---------------- | --------- | --- |
| 26          | MV Agusta        | 500 cc    | 1956, 1958, 1959, 1960, 1961, 1962, 1963, 1964, 1965, 1966, 1967, 1968, 1969, 1970, 1971, 1972, 1973, 1974, 1975 |
| 26          | MV Agusta        | 350 cc    | 1956, 1958 |
| 26          | MV Agusta        | 250 cc    | 1956, 1957, 1960                                                                                                 |
| 26          | MV Agusta        | 125 cc    | 1956, 1959 |
| 24          | Norton           | 500 cc    | 1921, 1924, 1925, 1927, 1931, 1932, 1933, 1934, 1935, 1936, 1937, 1947, 1948, 1951                               |
| 24          | Norton           | 350 cc    | 1931, 1932, 1933, 1934, 1935, 1937, 1938, 1947, 1951, 1952                                                       |
| 16          | Honda            | 500 cc    | 1982, 1984, 1985                                                                                                 |
| 16          | Honda            | 250 cc    | 1961, 1962, 1965, 1966, 1985, 1986, 1988, 1989                                                                   |
| 16          | Honda            | 125 cc    | 1961, 1962, 1989, 1990                                                                                           |
| 16          | Honda            | 50 cc     | 1964 |
| 15          | Yamaha           | 500 cc    | 1983, 1986, 1988, 1989, 1990                                                                                     |
| 15          | Yamaha           | 250 cc    | 1963, 1964, 1967, 1968, 1970, 1972, 1973, 1974, 1975, 1990                                                       |
| 14          | Suzuki           | 500 cc    | 1976, 1977, 1978, 1979, 1980, 1981                                                                               |
| 14          | Suzuki           | 125 cc    | 1963, 1971 |
| 14          | Suzuki           | 50 cc     | 1962, 1963, 1965, 1967, 1968, 1971                                                                               |
| 10          | DKW              | 250 cc    | 1935, 1936, 1937, 1938, 1939                                                                                     |
| 10          | DKW              | 175 cc    | 1927, 1928, 1930, 1937, 1938                                                                                     |
| 6           | Gilera           | 500 cc    | 1950, 1952, 1953, 1954, 1955, 1957                                                                               |
| 6           | Moto Guzzi       | 350 cc    | 1953, 1954, 1955, 1957                                                                                           |
| 6           | Moto Guzzi       | 250 cc    | 1933, 1947 |
| 6           | Kreidler         | 50 cc     | 1973, 1974, 1975, 1976, 1977, 1980                                                                               |
| 6           | Derbi            | 125 cc    | 1970, 1972, 1974, 1988                                                                                           |
| 6           | Derbi            | 50 cc     | 1969, 1972 |
| 5           | Velocette        | 350 cc    | 1936, 1939, 1948, 1949, 1950                                                                                     |
| 5           | Kawasaki         | 250 cc    | 1979, 1980, 1981, 1982                                                                                           |
| 5           | Kawasaki         | 125 cc    | 1969 |
| 4           | AJS              | 500 cc    | 1926, 1949 |
| 4           | AJS              | 350 cc    | 1926, 1927 |
| 4           | Excelsior        | 250 cc    | 1928, 1930 |
| 4           | Excelsior        | 175 cc    | 1931, 1932 |
| 4           | Morbidelli       | 250 cc    | 1978 |
| 4           | Morbidelli       | 125 cc    | 1975, 1977, 1979                                                                                                 |
| 3           | New Gerrard      | 250 cc    | 1925, 1926, 1929                                                                                                 |
| 3           | Rudge            | 500 cc    | 1930 |
| 3           | Rudge            | 350 cc    | 1930 |
| 3           | Rudge            | 250 cc    | 1934 |
| 3           | Bultaco          | 125 cc    | 1976 |
| 3           | Bultaco          | 50 cc     | 1978, 1981 |
| 2           | Levis            | 250 cc    | 1922 |
| 2           | Levis            | 175 cc    | 1924 |
| 2           | PA-Blackburne    | 350 cc    | 1924 |
| 2           | PA-Blackburne    | 250 cc    | 1924 |
| 2           | Rex-Acme         | 350 cc    | 1925 |
| 2           | Rex-Acme         | 250 cc    | 1923 |
| 2           | Ready-Blackburne | 175 cc    | 1925, 1926 |
| 2           | Sunbeam          | 500 cc    | 1928, 1929 |
| 2           | New Imperial     | 250 cc    | 1931, 1932 |
| 2           | Benelli          | 175 cc    | 1933, 1934 |
| 2           | BMW              | 500 cc    | 1938, 1939 |
| 2           | MZ               | 250 cc    | 1971 |
| 2           | MZ               | 125 cc    | 1960 |
| 2           | Harley-Davidson  | 250 cc    | 1976, 1977 |
| 2           | Minarelli        | 125 cc    | 1978, 1980 |
| 2           | Garelli          | 125 cc    | 1983, 1985 |

## Guanyadors per any
- Només es mostren les edicions d'aquesta cursa posteriors a 1948 i puntuables per al Campionat del Món.

### De 1985 a 1990
| Any  | Circuit | 125 cc             | 125 cc      | 250 cc          | 250 cc | 500 cc          | 500 cc | Detalls |
| Any  | Circuit | Pilot              | Moto        | Pilot           | Moto   | Pilot           | Moto   | Detalls |
| ---- | ------- | ------------------ | ----------- | --------------- | ------ | --------------- | ------ | ------- |
| 1990 | Spa     | Hans Spaan         | Honda       | John Kocinski   | Yamaha | Wayne Rainey    | Yamaha | Detalls |
| 1989 | Spa     | Hans Spaan         | Honda       | Jacques Cornu   | Honda  | Eddie Lawson    | Yamaha | Detalls |
| 1988 | Spa     | Jorge Martínez     | Derbi       | Sito Pons       | Honda  | Wayne Gardner   | Yamaha | Detalls |
| 1986 | Spa     | Domenico Brigaglia | Ducados-MBA | Sito Pons       | Honda  | Randy Mamola    | Yamaha | Detalls |
| 1985 | Spa     | Fausto Gresini     | Garelli     | Freddie Spencer | Honda  | Freddie Spencer | Honda  | Detalls |

### De 1949 a 1984
| Any  | Circuit | 80 cc                | 80 cc    | 125 cc             | 125 cc      | 250 cc             | 250 cc            | 500 cc            | 500 cc    | Detalls |
| Any  | Circuit | Pilot                | Moto     | Pilot              | Moto        | Pilot              | Moto              | Pilot             | Moto      | Detalls |
| ---- | ------- | -------------------- | -------- | ------------------ | ----------- | ------------------ | ----------------- | ----------------- | --------- | ------- |
| 1984 | Spa     | Stefan Dörflinger    | Zündapp  |                    |             | Manfred Herweh     | Real-Rotax        | Freddie Spencer   | Honda     | Detalls |
|      |         | 50 cc                | 50 cc    | 125 cc             | 125 cc      | 250 cc             | 250 cc            | 500 cc            | 500 cc    |         |
| 1983 | Spa     |                      |          | Eugenio Lazzarini  | Garelli     | Didier de Radiguès | Chevallier-Yamaha | Kenny Roberts     | Yamaha    | Detalls |
| 1982 | Spa     |                      |          | Ricardo Tormo      | Sanvenero   | Anton Mang         | Kawasaki          | Freddie Spencer   | Honda     | Detalls |
| 1981 | Spa     | Ricardo Tormo        | Bultaco  |                    |             | Anton Mang         | Kawasaki          | Marco Lucchinelli | Suzuki    | Detalls |
| 1980 | Zolder  | Stefan Dörflinger    | Kreidler | Ángel Nieto        | Minarelli   | Anton Mang         | Kawasaki          | Randy Mamola      | Suzuki    | Detalls |
| 1979 | Spa     | Henk van Kessel      | Sparta   | Barry Smith        | Morbidelli  | Edi Stöllinger     | Kawasaki          | Dennis Ireland    | Suzuki    | Detalls |
| 1978 | Spa     | Ricardo Tormo        | Bultaco  | Pier Paolo Bianchi | Minarelli   | Paolo Pileri       | Morbidelli        | Wil Hartog        | Suzuki    | Detalls |
| 1977 | Spa     | Eugenio Lazzarini    | Kreidler | Pier Paolo Bianchi | Morbidelli  | Walter Villa       | Harley-Davidson   | Barry Sheene      | Suzuki    | Detalls |
| 1976 | Spa     | Herbert Rittberger   | Kreidler | Ángel Nieto        | Bultaco     | Walter Villa       | Harley-Davidson   | John Williams     | Suzuki    | Detalls |
| 1975 | Spa     | Julien van Zeebroeck | Kreidler | Paolo Pileri       | Morbidelli  | Johnny Cecotto     | Yamaha            | Phil Read         | MV Agusta | Detalls |
| 1974 | Spa     | Gerhard Thurow       | Kreidler | Ángel Nieto        | Derbi       | Kent Andersson     | Yamaha            | Phil Read         | MV Agusta | Detalls |
| 1973 | Spa     | Jan de Vries         | Kreidler | Jos Schurgers      | Bridgestone | Teuvo Länsivuori   | Yamaha            | Giacomo Agostini  | MV Agusta | Detalls |
| 1972 | Spa     | Ángel Nieto          | Derbi    | Ángel Nieto        | Derbi       | Jarno Saarinen     | Yamaha            | Giacomo Agostini  | MV Agusta | Detalls |
| 1971 | Spa     | Jan de Vries         | Suzuki   | Barry Sheene       | Suzuki      | Silvio Grassetti   | MZ                | Giacomo Agostini  | MV Agusta | Detalls |
| 1970 | Spa     | Aalt Toersen         | Jamathi  | Ángel Nieto        | Derbi       | Rod Gould          | Yamaha            | Giacomo Agostini  | MV Agusta | Detalls |
| 1969 | Spa     | Barry Smith          | Derbi    | Dave Simmonds      | Kawasaki    | Santiago Herrero   | OSSA              | Giacomo Agostini  | MV Agusta | Detalls |
| 1968 | Spa     | Hans Georg Anscheidt | Suzuki   |                    |             | Phil Read          | Yamaha            | Giacomo Agostini  | MV Agusta | Detalls |
| 1967 | Spa     | Hans Georg Anscheidt | Suzuki   |                    |             | Bill Ivy           | Yamaha            | Giacomo Agostini  | MV Agusta | Detalls |
| 1966 | Spa     |                      |          |                    |             | Mike Hailwood      | Honda             | Giacomo Agostini  | MV Agusta | Detalls |
| 1965 | Spa     | Ernst Degner         | Suzuki   |                    |             | Jim Redman         | Honda             | Mike Hailwood     | MV Agusta | Detalls |
| 1964 | Spa     | Ralph Bryans         | Honda    |                    |             | Mike Duff          | Yamaha            | Mike Hailwood     | MV Agusta | Detalls |
| 1963 | Spa     | Isao Morishita       | Suzuki   | Bert Schneider     | Suzuki      | Fumio Ito          | Yamaha            | Mike Hailwood     | MV Agusta | Detalls |
| 1962 | Spa     | Ernst Degner         | Suzuki   | Luigi Taveri       | Honda       | Bob McIntyre       | Honda             | Mike Hailwood     | MV Agusta | Detalls |
| 1961 | Spa     |                      |          | Luigi Taveri       | Honda       | Jim Redman         | Honda             | Gary Hocking      | MV Agusta | Detalls |
| 1960 | Spa     |                      |          | Ernst Degner       | MZ          | Carlo Ubbiali      | MV Agusta         | John Surtees      | MV Agusta | Detalls |
| 1959 | Spa     |                      |          | Carlo Ubbiali      | MV Agusta   |                    |                   | John Surtees      | MV Agusta | Detalls |

| Any  | Circuit | 125 cc            | 125 cc     | 250 cc        | 250 cc    | 350 cc         | 350 cc     | 500 cc          | 500 cc    | Detalls |
| Any  | Circuit | Pilot             | Moto       | Pilot         | Moto      | Pilot          | Moto       | Pilot           | Moto      | Detalls |
| ---- | ------- | ----------------- | ---------- | ------------- | --------- | -------------- | ---------- | --------------- | --------- | ------- |
| 1958 | Spa     | Alberto Gandossi  | Ducati     |               |           | John Surtees   | MV Agusta  | John Surtees    | MV Agusta | Detalls |
| 1957 | Spa     | Tarquinio Provini | FB-Mondial | John Hartle   | MV Agusta | Keith Campbell | Moto Guzzi | Libero Liberati | Gilera    | Detalls |
| 1956 | Spa     | Carlo Ubbiali     | MV Agusta  | Carlo Ubbiali | MV Agusta | John Surtees   | MV Agusta  | John Surtees    | MV Agusta | Detalls |

| Any  | Circuit | 350 cc          | 350 cc     | 500 cc           | 500 cc | Detalls |
| Any  | Circuit | Pilot           | Moto       | Pilot            | Moto   | Detalls |
| ---- | ------- | --------------- | ---------- | ---------------- | ------ | ------- |
| 1955 | Spa     | Bill Lomas      | Moto Guzzi | Giuseppe Colnago | Gilera | Detalls |
| 1954 | Spa     | Ken Kavanagh    | Moto Guzzi | Geoff Duke       | Gilera | Detalls |
| 1953 | Spa     | Fergus Anderson | Moto Guzzi | Umberto Masetti  | Gilera | Detalls |
| 1952 | Spa     | Geoff Duke      | Norton     | Umberto Masetti  | Gilera | Detalls |
| 1951 | Spa     | Geoff Duke      | Norton     | Geoff Duke       | Norton | Detalls |
| 1950 | Spa     | Bob Foster      | Velocette  | Umberto Masetti  | Gilera | Detalls |
| 1949 | Spa     | Freddie Frith   | Velocette  | Bill Doran       | AJS    | Detalls |